# Boosty
Boosty — платформа монетизации авторского контента. Позволяет поддерживать авторов с помощью безвозмездных платежей — донатов. Основана в 2019 году командой сервиса DonationAlerts. С 2024 года владельцем платформы является компания CEBC B.V (Нидерланды).

## История
По словам разработчиков DonationAlerts, в какой-то момент они стали замечать, что сервисом пользуются не только стримеры, но и другие авторы, собирающие донаты. Так возникла идея о создании сервиса, который позволит авторам из совершенно разных отраслей монетизировать свое творчество. Поэтому изначально сервис создавался как дочерний проект DonationAlerts; первая версия сайта появилась спустя три месяца разработок. Boosty был запущен 22 мая 2019 года.
В октябре 2019 года появилась возможность выкупа отдельных постов, до этого было возможно только оформлять подписку на авторов.
В начале февраля 2022 года Boosty повысил комиссию сервиса до 10 % для новых пользователей. Для пользователей, зарегистрированных до февраля 2022 года, комиссия осталась 7 %.
11 февраля 2022 года появилась возможность проводить прямые трансляции для платных подписчиков.
После начала вторжения России на Украину в России был заблокирован аналогичный сайт Patreon, а также перестали работать Mastercard, Visa и Paypal. Таким образом Boosty стала одной из главных платформ монетизации для независимых авторов.
14 марта 2022 года администрация Boosty на месяц полностью отменила свою комиссию.
7 сентября 2022 года VK объявила о продаже My.Games (включая Boosty) Александру Чачава, управляющему партнёру LETA Capital.
25 октября 2022 года на страницах авторов стал возможен поиск по постам и появилась возможность автоматически опубликовать пост после загрузки видео.
17 марта 2023 года была запущена бета-версия приложения для Android.
В августе 2023 года, по информации издания Коммерсантъ, владелец сервиса My.Games выставил его на продажу. Аналитики оценивают стоимость Boosty в 5-10 млн$. В июле 2024 года Boosty и DonationAlerts были проданы основателю Broadsmart Group Павлу Харанеке.
19 декабря 2023 года появилась возможность изменения стоимости подписки.

## Бизнес-модель
Авторы контента, создавая личные блоги на сайте, могут настроить до четырёх вариантов ежемесячной подписки с разной стоимостью подписки. Подписчики в любой момент могут прервать подписку. Как правило, авторы дают привилегии (обычно в виде доступа к эксклюзивному контенту и подробностям о работе за кулисами) для своих подписчиков в зависимости от ежемесячно перечисляемой суммы. В качестве альтернативы авторы контента могут настроить свои страницы так, чтобы подписчики платили за каждое публикуемое творение. Помимо подписной модели и выкупа постов, на платформе есть система целей: можно подключить копилку с указанием суммы.
За блогом можно следить без оформления платной подписки. В этом случае пользователи могут читать и комментировать только бесплатный контент. Отдельно можно настроить тизеры постов, для доступа к которым нужно либо оформить платную подписку, либо выкупить пост.
Сумма вознаграждения авторов за месяц не может превышать 2 500 000 рублей для рублёвых карт или 200 000 долларов для карт Visa и 50 000 долларов для карт MasterCard, сумма единоразового перевода на банковские карты не может быть меньше 150 рублей или 10 долларов и не может превышать 100 000 рублей или 2 000 долларов для рублевых или валютных карт соответственно. Из оплаченной подписки Boosty оставляет себе 10 % в качестве комиссии, ещё до 3,1 % может быть взято за проведение транзакции.

## Критика
Редактор vc.ru в своём отзыве на boosty отметил доступность и похожий на Patreon функционал, из недостатков было указанно отсутствие индивидуально сгенерированной RSS-ленты, отсутствие вывода средств по запросу или в определённый день и отсутствие возможности генерировать короткие ссылки.
Многие пользователи отмечают высокую комиссию, длительную задержку выплат (при проверке на мошенничество она может занимать до 90 дней), плохую работу поддержки сайта, отсутствие поиска по сайту (в том числе и поиск авторов) и наличие «неактивного статуса» — если 3 месяца автор ничего не публикует то сервис будет списывать по 10 рублей в день.